# Червонкі (Підляське воєводство)
Червонкі (пол. Czerwonki) — село в Польщі, у гміні Радзілув Ґраєвського повіту Підляського воєводства.
Населення — 135 осіб (2011).

## Демографія
Демографічна структура станом на 31 березня 2011 року:
|          | Загалом | Допрацездатний вік | Працездатний вік | Постпрацездатний вік |
| -------- | ------- | ------------------ | ---------------- | -------------------- |
| Чоловіки | 69      | 14                 | 44               | 11                   |
| Жінки    | 66      | 17                 | 35               | 14                   |
| Разом    | 135     | 31                 | 79               | 25                   |